# Seznam českých osobností 20. století, A–Č

## A
- Josef Abrhám (* 14. 12. 1939 Zlín) – herec
- Karel Absolon (16. 6. 1877 Boskovice – 6. 10. 1960 Brno) – archeolog, geograf, paleontolog, speleolog
- Jiří Adam (* 12. 10. 1950 Praha) – moderní pětibojař, olympionik
- Richard Adam (* 14. 11. 1930 Praha) – zpěvák populární hudby
- Ladislav Adamec (10. 9. 1926 Frenštát pod Radhoštěm – 14. 4. 2007 Praha) – komunistický politik, československý státník
- Jiří Adamec (* 9. 3. 1948 Dvůr Králové nad Labem) – režisér, herec
- Jiří Adamíra (2. 4. 1921 Dobrovice – 14. 8. 1993 Praha) – herec, divadelní pedagog
- Jaroslava Adamová (15. 3. 1925 Praha – 16. 6. 2012 Praha) – herečka
- Zlata Adamovská (* 9. 3. 1959 Praha) – herečka
- Karel Ančerl (11. 4. 1908 Tučapy – 3. 7. 1973 Toronto) – dirigent
- Jiří Anderle (* 14. 9. 1936 Pavlíkov) – malíř, grafik
- Jana Andresíková (* 2. 4. 1941 Kroměříž) – herečka, divadelní pedagožka
- Ivana Andrlová (* 28. 10. 1960 Vysoké Mýto) – herečka
- Karel Anton (25. 10. 1898 Praha – 12. 4. 1979 Berlín, Německo) – německý filmový režisér
- Ludvík Aškenazy (24. 2. 1921 Těšín – 18. 3. 1986 Bolzano) – prozaik, dramatik, reportér, scenárista
- Josef Augusta (17. 3. 1903 Boskovice – 4. 2. 1968 Praha) – paleontolog, popularizátor vědy
- Karel Augusta (6. 6. 1935 Praha – 31. 5. 1998 Praha) – herec

## B
- Lída Baarová (7. 9. 1914 Praha – 27. 10. 2000 Salcburk) – filmová herečka
- Jiří Baborovský (28. 8. 1875 Březové Hory – 10. 10. 1946 Brno) – fyzikální chemik
- Břetislav Bakala (12. 2. 1897 Fryšták – 1. 4. 1958 Brno) – dirigent, sbormistr, skladatel
- Josef Balabán (5. 6. 1894 Obory, okres Příbram – 3. 10. 1941 Praha) – československý důstojník, představitel protinacistického odboje
- Milan Balabán (* 3. 9. 1929 Boratín) – evangelický duchovní, teolog, filozof, biblista, vysokoškolský pedagog
- Jiří Balcar (26. 8. 1929 Kolín – 28. 8. 1968 Praha) – malíř, grafik
- Zdenka Baldová (20. 2. 1885 Třebová – 26. 9. 1958 Praha) – herečka
- Jaroslav Bálek (*8.10.1946 Praha) ─ národohospodář, spisovatel
- Františka Inka Bálková (*5.3.1907 Tábor –  3.1.1992 Praha) – módní návrhářka
- Filip Bandžak (*10. 9. 1983 Pardubice) – operní pěvec, baryton
- Rudolf Barák (11. 5. 1915 Blansko – 12. 8. 1995 Praha) – komunistický politik, ministr vnitra
- Gustav Bareš (22. 10. 1910 Proseč-Záboří – 13. 9. 1979 Praha) – komunistický politik, novinář, publicista
- Rudolf Barta (30. 1. 1897 Praha – 1. 3. 1985 Praha) – chemik
- František Michálek Bartoš (5. 4. 1889 Rychnov nad Kněžnou – 12. 5. 1972 Praha) – historik, archivář, vysokoškolský pedagog
- Theodor Bartošek (4. 11. 1877 Ždánice – 5. 9. 1954 Praha) – právník, politik
- Jiří Bartoška (24. 3. 1947 Děčín – 8. 5. 2025) – herec
- Bára Basiková (* 17. 2. 1963 Praha) – zpěvačka
- Eduard Bass (1. 1. 1888 Praha – 2. 10. 1946 Praha) – novinář, kabaretiér, spisovatel
- Jan Antonín Baťa (7. 3. 1898 Uherské Hradiště – 23. 8. 1965 Batatuba) – podnikatel
- Tomáš Baťa (3. 4. 1876 Zlín – 12. 7. 1932 Otrokovice) – podnikatel
- Rudolf Battěk (2. 11. 1924 Bratislava – 17. 3. 2013 Praha) – sociolog, politik
- Antonín Baudyš (9. 9. 1946 Praha – 24. 8. 2010 Praha) – astrolog, technik, politik
- Eduard Baudyš (13. 3. 1886 Hořice – 26. 3. 1968 Brno) – botanik, fytopatolog
- Jan Bauch (16. 11. 1898 Praha – 9. 1. 1995 Praha) – malíř, sochař, ilustrátor
- Karel Baxa (24. 6. 1863 Sedlčany – 5. 1. 1938 Praha) – advokát, politik
- Antonín Bečvář (10. 6. 1901 Stará Boleslav – 10. 1. 1965 Stará Boleslav) – astronom, meteorolog
- František Bednář (10. 7. 1884 Vír na Moravě – 11. 7. 1963 Praha) – evangelický duchovní, teolog, historik, vysokoškolský pedagog
- Kamil Bednář (4. 7. 1912 Praha – 23. 5. 1972 Mělník) – básník, překladatel
- František Běhounek (27. 10. 1898 Praha – 1. 1. 1973 Karlovy Vary) – fyzik-radiolog, polární badatel, spisovatel
- Rudolf Bechyně (6. 4. 1881 Nymburk – 1. 1. 1948 Praha) – novinář, publicista, sociálnědemokratický politik
- Stanislav Bechyně (20. 7. 1887 Přibyslav – 15. 10. 1973 Praha) – stavitel
- Josef Bek (21. 12. 1918 Hradec Králové – 5. 5. 1995 Praha) – herec
- Jan Bělehrádek (18. 12. 1896 Praha – 8. 5. 1980 Londýn) – lékař, biolog, účastník protinacistického odboje
- Břetislav Benda (28. 3. 1897 Líšnice u Sepekova – 19. 8. 1983 Praha) – sochař
- Václav Benda (8. 8. 1946 Praha – 2. 6. 1999 Praha) – politik
- Edvard Beneš (28. 5. 1884 Kožlany – 3. 9. 1948 Sezimovo Ústí) – československý politik, státník
- Jan Beneš (* 26. 3. 1936 Praha) – prozaik, publicista
- Svatopluk Beneš (24. 2. 1918 Roudnice nad Labem – 27. 4. 2007 Praha) – herec
- Vincenc Beneš (22. 1. 1883 Lišice u Chlumce nad Cidlinou – 27. 3. 1979 Praha) – malíř
- Vojta Beneš (17. 5. 1878 Kožlany – 20. 11. 1950 South Bend, USA) – politik
- Adolf Benš (18. 5. 1894, Pardubice – 8. 3. 1982 Praha) – architekt
- Josef Beran (29. 12. 1888 Plzeň – 17. 5. 1969 Řím) – římskokatolický teolog, kardinál, arcibiskup pražský
- Rudolf Beran (28. 12. 1887 Pracejovice – 28. 2. 1954 Leopoldov) – agrární politik
- Augustin Berger (11. 8. 1861 Boskovice – 1. 6. 1945 Praha) – tanečník, baletní mistr, choreograf
- Karel Berman (14. 4. 1919 Jindřichův Hradec – 11. 8. 1995 Praha) – pěvec, operní režisér, pedagog, libretista
- Jan Bervida (4. 9. 1893 Radkov, okr. Tábor – 26. 1. 1962 New York) – šéf čs. civilního letectví 1929–1938, 1945–1948
- Vilém Bernard (5. 5. 1912 Náchod – 22. 5. 1992 Reading, Velká Británie) – sociálnědemokratický politik
- Jan Berwid-Buquoy (* 26. 3. 1946 Praha) – politolog, historik a publicista
- Josef Bican (25. 9. 1913 Vídeň – 12. 12. 2001 Praha) – fotbalista
- Karel Bican (* 25. 4. 1951 Praha) – duchovní a biskup Církve československé husitské
- Miloš Bič (19. 11. 1910 Vídeň – 28. 4. 2004 Praha) – evangelický duchovní, teolog, biblista, vysokoškolský pedagog
- František Bidlo (3. 9. 1895 Praha – 9. 5. 1945 Praha) – kreslíř, karikaturista, ilustrátor
- Konstantin Biebl (26. 2. 1898 Slavětín u Loun – 12. 11. 1951 Praha) – básník
- Richard Bienert (5. 9. 1881 Praha – 3. 2. 1949 Praha) – právník, policejní, vysoký státní úředník, ministr, předseda protektorátní vlády
- Lucie Bílá (* 7. 4. 1966) – zpěvačka
- František Bílek (6. 11. 1872 Chýnov u Tábora – 13. 10. 1941 Chýnov u Tábora) – sochař, grafik
- Josef Bílý (30. 6. 1872 Zbonín – 1. 10. 1941 Praha) – generál, účastník protinacistického odboje
- Vojtěch Birnbaum (7. 1. 1877 Döbling u Vídně – 30. 5. 1934 Praha) – historik umění
- Iva Bittová (* 22. 7. 1958 Bruntál) – zpěvačka, houslistka, herečka
- Inocenc Arnošt Bláha (28. 7. 1879 Krasoňov v Čechách – 25. 4. 1960 Brno) – sociolog, filosof
- Beno Blachut (14. 6. 1913 Ostrava-Vítkovice – 10. 1. 1986 Praha) – pěvec – tenorista
- Ivan Blatný (21. 12. 1919 Brno – 5. 8. 1990 Colchester v Essexu, Velká Británie) – básník, překladatel
- Pavel Blatný (14. 9. 1931 Brno - 20. 1. 2021 Brno) – hudební skladatel, klavírista, dramaturg, publicista
- Ctibor Blattný (8. 9. 1897 Skalice – 15. 12. 1978 Praha) – botanik, fytopatolog
- Vratislav Blažek (31. 8. 1925 Náchod – 28. 4. 1973 Mnichov, Německo) – dramatik, filmový scenárista
- Hynek Bočan (* 29. 4. 1938 Praha) – filmový, televizní režisér
- Antonín Boháč (5. 3. 1882 Lišice – 27. 12. 1950 Praha) – demograf a statistik, místopředseda a krátce i předseda Státního úřadu statistického
- Ladislav Boháč (14. 4. 1907 Uherský Brod – 4. 7. 1978 Praha) – herec, režisér, divadelní ředitel
- Viktor Boháč (*6. 10. 1904 Nymburk – 12. 7. 1984 Nymburk) – odbojář, národněsocialistický politik
- Jiřina Bohdalová (* 3. 5. 1931 Praha) – herečka
- Blanka Bohdanová (4. 3. 1930 Plzeň – 3. 10. 2021) – herečka
- Jaroslav Bóhm (8. 3. 1901 Holešov na Moravě – 6. 12. 1962 Praha) – archeolog
- Václav Bolen (3. 2. 1887 Kostelec nad Černými lesy – 17. 12. 1964 Praha) – komunistický politik, národněsocialistický politik, novinář
- Egon Bondy (20. 1. 1930 Praha – 9. 4. 2007 Bratislava) – prozaik, básník, publicista
- Jan Bor (16. 2. 1886 Praha – 25. 3. 1943 Zámostí u Českých Budějovic) – divadelní režisér, teoretik, kritik, pedagog
- Adolf Born (12. 6. 1930 České Velenice – 22. května 2016 Praha) – grafik, ilustrátor, karikaturista
- Ladislav Borovanský (* 1. 4. 1897 Praha – 4. 1. 1971 Praha) – lékař, anatom
- František Borový (* 31. 1. 1874 Praha – 20. 3. 1936 Praha) – nakladatel, účastník protirakouského odboje
- Lev Borský (* 2. 9. 1883 Kolín – 1944 Osvětim) – politik, filosof, novinář, publicista, účastník protirakouského odboje
- Pavel Bořkovec (* 10. 6. 1894 Praha – 22. 7. 1972 Praha) – skladatel, pedagog
- Václav Boštík (* 6. 11. 1913 Horní Újezd – 7. 5. 2005 Praha) – malíř, sochař
- Václav Bouček (* 5. 9. 1869 Velká Bíteš – 10. 4. 1940 Praha) – právník, politik, účastník protirakouského odboje
- Cyril Bouda (* 14. 11. 1901 Kladno – 29. 8. 1984 Praha) – malíř, grafik, ilustrátor
- Vladimír Boudník (* 17. 3. 1924 Praha – 5. 12. 1968 Praha) – malíř, grafik
- Bohumír Bradáč (* 31. 5. 1881 Židovice u Jičína – 20. 10. 1935 Židovice u Jičína) – agrární politik
- Silvestr Braito (* 14. 6. 1898 Ruse – 25. 9. 1962 Praha) – římskokatolický duchovní, dominikán, teolog, básník, publicista, literární kritik
- Adolf Branald (* 4. 10. 1910 Praha – 28. 10. 2008 Praha) – spisovatel
- Rudolf Brdička (* 25. 2. 1906 Praha – 25. 6. 1970 Mariánské Lázně) – fyzikální chemik
- Jana Brejchová (* 20. 1. 1940 Praha) – herečka
- Bertold Bretholz (* 9. 7. 1862 Příbor, okres Jičín – 27. 11. 1936 Brno) – českoněmecký historik
- Max Brod (* 27. 5. 1884 Praha – 20. 12. 1968 Tel Aviv) – pražský německý spisovatel, překladatel, esejista
- Jaroslav Brodský (* 22. 3. 1920 Soběslav – 2. 8. 1981 Toronto, Kanada) – pedagog, politický vězeň
- Vlastimil Brodský (* 15. 12. 1920 Hrušov nad Odrou u Frýdku-Místku – 20. 4. 2002 Slunečná u České Lípy) – herec
- Gustav Brom (* 22. 5. 1921 Veľké Leváre, okres Senica – 24. 9. 1995) – hudebník
- Antonín Martin Brousil (* 15. 5. 1907 Dolní Ostrovec, okres Písek – 23. 6. 1986 Praha) – filmový teoretik, historik, kritik, publicista, pedagog
- Karel Brožek (* 28. 4. 1935 Olomouc) – režisér
- Luděk Brož (* 2. 5. 1922 Praha – 20. 8. 2003 Praha) – evangelický duchovní, teolog, publicista, překladatel, vydavatel, vysokoškolský pedagog
- Karel Brožík (* 4. 11. 1881 Příkosice u Rokycan – 20. 6. 1942 Osvětim) – sociálnědemokratický politik, žurnalista, odborový pracovník, účastník protinacistického odboje
- Johann Wolfgang Brügel (* 3. 7. 1905 Hustopeče – 15. 11. 1986 Londýn) – českoněmecký právník, historik
- Jaroslav Brychta (* 9. 3. 1895 Pohodlí u Litomyšle – 5. 10. 1971 Železný Brod) – sochař, sklářský výtvarník
- Terezie Brzková (* 11. 1. 1875 Kolín – 19. 11. 1966 Praha) – herečka
- Radoslav Brzobohatý (* 13. 9. 1932 Vrútky u Žiliny – 12. 9. 2012 Praha) – herec
- Otokar Březina (* 13. 9. 1868, Počátky – 25. 3. 1929, Jaroměřice nad Rokytnou) – básník
- Vendelín Budil (* 19. 10. 1847 Praha – 26. 3. 1928 Plzeň) – herec, režisér, divadelní podnikatel, ředitel
- Josef Burda (* 17. 12. 1883 Ouročnice u Benešova – 29. 5. 1964 Praha) – herec, režisér, divadelní ředitel, podnikatel
- Marie Burešová (* 1. 11. 1907 Praha – 14. 4. 1972 tamtéž) – herečka
- Emil František Burian (* 11. 6. 1904 Plzeň – 9. 8. 1959 Praha) – režisér, herec, zpěvák, dramatik, hudební skladatel, básník, spisovatel
- František Burian (* 17. 9. 1881 Praha – 15. 10. 1965 Praha) – chirurg, jeden ze zakladatelů moderní plastické chirurgie
- Vlasta Burian (* 9. 4. 1891 Liberec – 31. 1. 1962 Praha) – herec, zpěvák, divadelní ředitel, sportovec, podnikatel, král komiků, Čech původu sudetoněmeckého
- Zdeněk Burian (* 11. 2. 1905 Kopřivnice – 1. 7. 1981 Praha) – malíř, ilustrátor
- Tomáš Butta (* 12. 6. 1958 Praha) – duchovní, biskup a patriarcha Církve československé husitské
- Bohumil Bydžovský (* 14. 4. 1880 Duchcov – 6. 5. 1969 Jindřichův Hradec) – matematik

## C
- František Cundrla (* 25. 11. 1943 Strážnice – 25. 4. 2011 Hodonín) – Doc. akademický malíř
- Josef Cibulka (* 1. 7. 1886 Ústí nad Orlicí – 3. 3. 1968 Praha) – římskokatolický duchovní, historik umění, archeolog, vysokoškolský pedagog
- Petr Cibulka (* 27. 10. 1950 Brno) – publicista
- Bohumír Cigánek (* 11. 9. 1874 Lipňany – 5. 1. 1957 Olomouc) – duchovní a biskup Církve československé husitské
- Miroslav Cikán (* 11. 2. 1896 Praha – 1. 2. 1962 Praha) – filmový režisér
- Vojtěch Cikrle (* 20. 8. 1946 Bosonohy) – římskokatolický teolog, biskup brněnský
- František Cinek (* 20. 7. 1888 Stichovice u Plumlova – 3. 9. 1966 Brno) – římskokatolický duchovní, vysokoškolský pedagog
- Čestmír Císař (* 2. 1. 1920 Hostomice u Teplic – 24. 3. 2013 Praha) – komunistický politik
- Rudolf Col (29. 9. 1902 Vsetín – 21. 8. 1964 Olomouc) – římskokatolický duchovní, biblista, vysokoškolský pedagog
- Jaroslav Cuhra (13. 4. 1904 Čestice – 10. 7. 1974) – politik, účastník protinacistického odboje
- Eduard Cupák (10. 3. 1932 Brno – 23. 6. 1996 Praha) – herec
- Ludwig Czech (14. 2. 1870 Lvov – 20. 8. 1942 Terezín) – českoněmecký sociálnědemokratický politik

## Č
- Josef Čapek (* 23. 3. 1887 Hronov – 1945 Bergen-Belsen) – malíř, scénograf, spisovatel, výtvarný kritik
- Karel Čapek (* 9. 1. 1890 Malé Svatoňovice – 25. 12. 1938 Praha) – prozaik, dramatik, novinář, překladatel
- Věra Čáslavská (* 3. 5. 1942 Praha) – gymnastka
- Karel Čáslavský (* 28. 1. 1937 Lipnice nad Sázavou – 2. 1. 2013 Praha) – filmový historik
- Stanislav Čeček (* 13. 11. 1886 Líšno – 29. 5. 1930 České Budějovice) – československý generál
- Eduard Čech (* 29. 6. 1893 Stračov – 15. 3. 1960 Praha) – matematik
- Jan Čep (* 31. 12. 1902 Myšlichovice u Litovle – 25. 1. 1974 Paříž) – prozaik, esejista, překladatel
- Ladislav Čepek (* 10. 1. 1899 Lhotka – 15. 10. 1974 Praha) – geolog
- Petr Čepek (* 16. 9. 1940 Praha – 20. 9. 1994 Vrchlabí) – herec
- Alexej Čepička (* 18. 10. 1910 Kroměříž – 30. 9. 1990 Dobříš) – právník, československý komunistický politik, generál
- František Černík (* 3. 6. 1953 Nový Jičín) – hokejista
- Oldřich Černík (* 27. 10. 1921 Ostrava – 19. 10. 1994 Praha) – československý komunistický politik :
- Milan Rastislav Černík (* 3. 12. 1946 Praha) – malíř, sochař, politolog
- Petra Černocká (* 24. 11. 1949 Praha) – zpěvačka, herečka, hudební skladatelka, textařka
- Zdeněk Černohorský (* 27. 1. 1910 Chroustovice – 5.9. 2001) – botanik
- Karel Černoch (* 12. 10. 1943 Praha – 27. 12. 2007 Praha) – zpěvák, muzikálový herec, hudební skladatel, moderátor
- Adolf Černý (* 19. 8. 1864 Hradec Králové – 27. 12. 1952 Praha) – básník, prozaik, slavista, překladatel, diplomat, vysokoškolský pedagog
- František Černý (* 21. 2. 1926 Jaroměř – 12. 6. 2010 Praha) – teatrolog, historik českého divadla, pedagog
- František Černý (* 2. 7. 1904 Praha – 18. 1. 1963 Praha) – herec
- Jan Černý (* 4. 3. 1874 Uherský Ostroh – 10. 4. 1959 tamtéž) – vysoký státní úředník, předseda československých úřednických vlád
- Jaroslav Černý (* 1. 6. 1904 Plzeň – 1984 Černošice) – malíř
- Karel Černý (* 19. 2. 1910 Brno – 18. 10. 1960 Praha) – malíř
- Václav Černý (* 26. 3. 1905 Jizbice u Náchoda – 2. 7. 1987 Praha) – literární kritik, literární teoretik, historik, překladatel, autor pamětí, účastník protinacistického odboje
- Jiří Červený (* 14. 8. 1887 Hradec Králové – 6. 5. 1962 Praha) – skladatel, textař, kabaretiér, spisovatel, dramatik
- Judita Čeřovská (* 21. 4. 1929 Most – 9. 10. 2001 Praha) – zpěvačka, šansoniérka
- Václav Čikl (* 1. 1. 1900 Slavětín – 5. 9. 1942) – pravoslavný duchovní, účastník protinacistického odboje
- Radúz Činčera (* 17. 6. 1923 Brno – 28. 1. 1999) – režisér, scenárista
- Dominik Čipera (* 3. 8. 1893 Praha – 3. 9. 1963 Trenton) – národohospodář, politik
- Lumír Čivrný (* 3. 8. 1915 Červený Kostelec – 8. 12. 2001 Praha) – básník, překladatel, prozaik, účastník protinacistického odboje
- Václav Čtvrtek (* 4. 4. 1911 Praha – 6. 11. 1976 Praha) – prozaik, autor literatury pro děti
- Karel Čurda (* 10. 10. 1911 – 29. 4. 1947 Praha) – československý poddůstojník, účastník protinacistického odboje, konfident gestapa
- František Čůta (* 15. 11. 1898 Lomnice nad Lužnicí – 15. 3. 1986 Praha) – chemik

## Prameny
Jako pomůcka sloužila encyklopedie KDO JE KDO
a encyklopedie Diderot 2002